# Була у слона мрія
«Була у слона мрія» — анімаційний фільм 1973 року Творчого об'єднання художньої мультиплікації студії Київнаукфільм, режисер — Борис Храневич.

## Сюжет
Була у Слона мрія - стати білим. І ось ця мрія майже збулася - Художник подарував Слонові цілу банку білої фарби. Добрий Слон поділився фарбою з усіма своїми друзями - Ведмежатком, Зайцем, Мишенятком. Та для нього самого фарби, на жаль, вистачило тільки на бивні...

## Над мультфільмом працювали
- Режисер-постановник: Борис Храневич
- Автор сценарію: Михайло Іллєнко
- Композитор: Іван Карабиць
- Художник-постановник: Іван Будз
- Оператор: Анатолій Гаврилов
- Звукорежисер: Леонід Мороз
- Художники-мультиплікатори: Олександр Лавров, Наталя Марченкова, Євген Сивокінь, Адольф Педан, Олександр Вікен
- Ролі озвучували: Людмила Ігнатенко, Валентин Дуклер, Ліна Будник, Б. Лобода, Людмила Козуб
- Редактори: Світлана Куценко
- Директор картини: Іван Мазепа